# Токарёвское сельское поселение (Рязанская область)
Токарёвское сельское поселение — муниципальное образование (сельское поселение) в Касимовском районе Рязанской области.
Административный центр — село Токарево.

## Население
| 2010 | 2012 | 2013 | 2014 | 2015 | 2016 | 2017 |
| ---- | ---- | ---- | ---- | ---- | ---- | ---- |
| 455  | ↘434 | ↘429 | ↗433 | ↘428 | ↘425 | ↘423 |
| 2018 | 2019 | 2020 | 2021 |      |      |      |
| ↗438 | ↗448 | ↗450 | ↗458 |      |      |      |

## Состав сельского поселения
| № | Населённый пункт | Тип населённого пункта       | Население |
| - | ---------------- | ---------------------------- | --------- |
| 1 | Бреево           | деревня                      | 16        |
| 2 | Захарово         | деревня                      | ↘11       |
| 3 | Лом              | село                         | ↘31       |
| 4 | Сидорово         | деревня                      | ↘14       |
| 5 | Сорокино         | деревня                      | ↘32       |
| 6 | Токарёво         | село, административный центр | ↘344      |
| 7 | Шепелево         | деревня                      | 7         |